# Hisaka-jima
Hisaka-jima (japanisch 久賀島) ist eine Insel im Süden Japans, die zu den Gotō-Inseln zählt.

## Geographie
Hisaka-jima hat eine Fläche von 37,35 km² und einem Umfang von 62,8 km. Die Insel liegt innerhalb der Präfektur Nagasaki. Der höchste Punkt der Insel liegt auf einer Höhe von 340,9 m.
Die Bevölkerung in Hisaka-jima zählte 264 Einwohner im Jahr 2020. Die Einwohnerzahlen sind rückläufig. Die Ostküste der Insel gehört zum Saikai-Nationalpark.
| Jahr      | 1995 | 2000 | 2005 | 2010 | 2015 | 2020 |
| Einwohner | 694  | 577  | 514  | 404  | 302  | 264  |